# Spessart-Höhenstraße

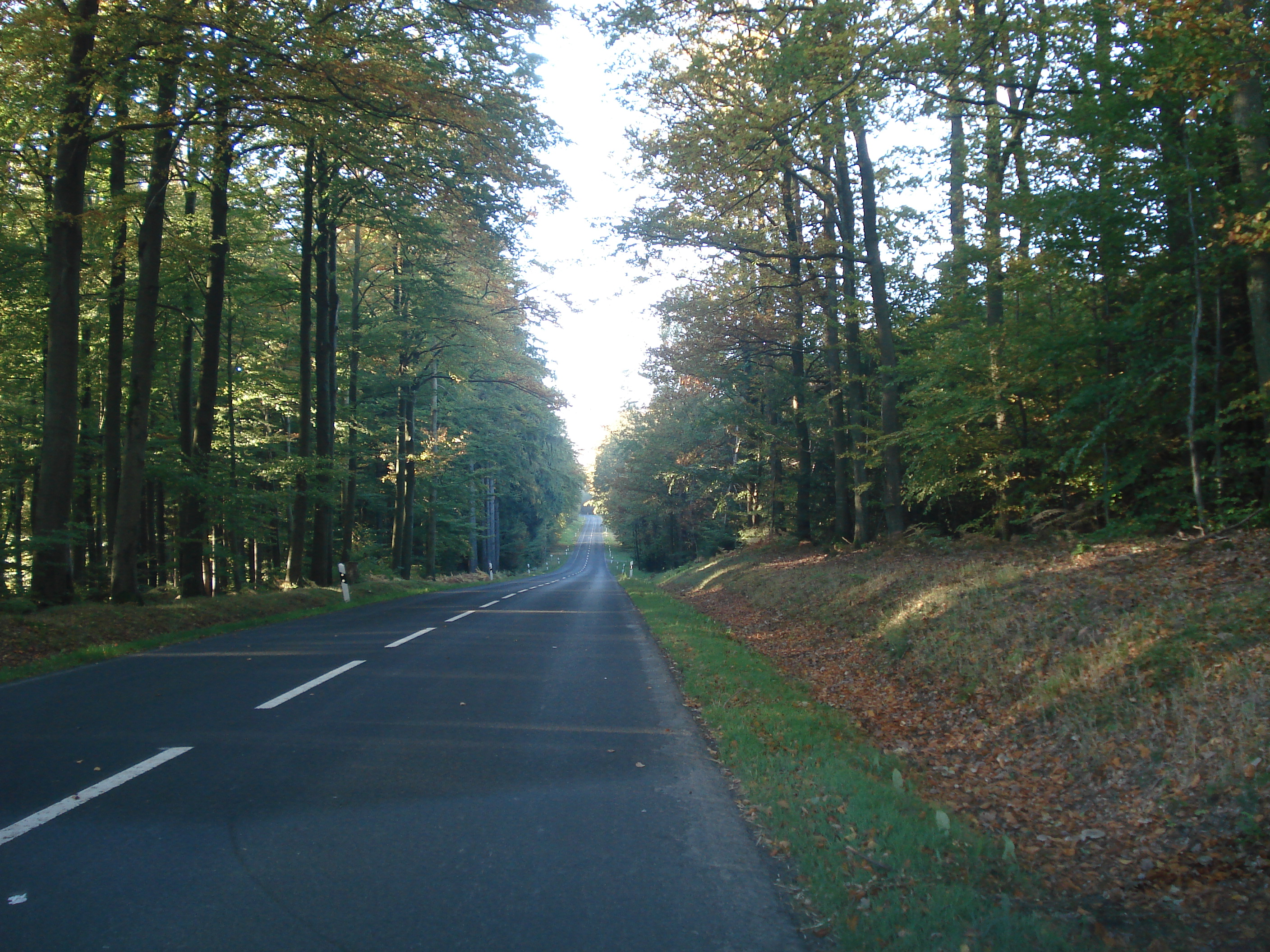
Die Spessart-Höhenstraße zwischen Wiesen und Engländer

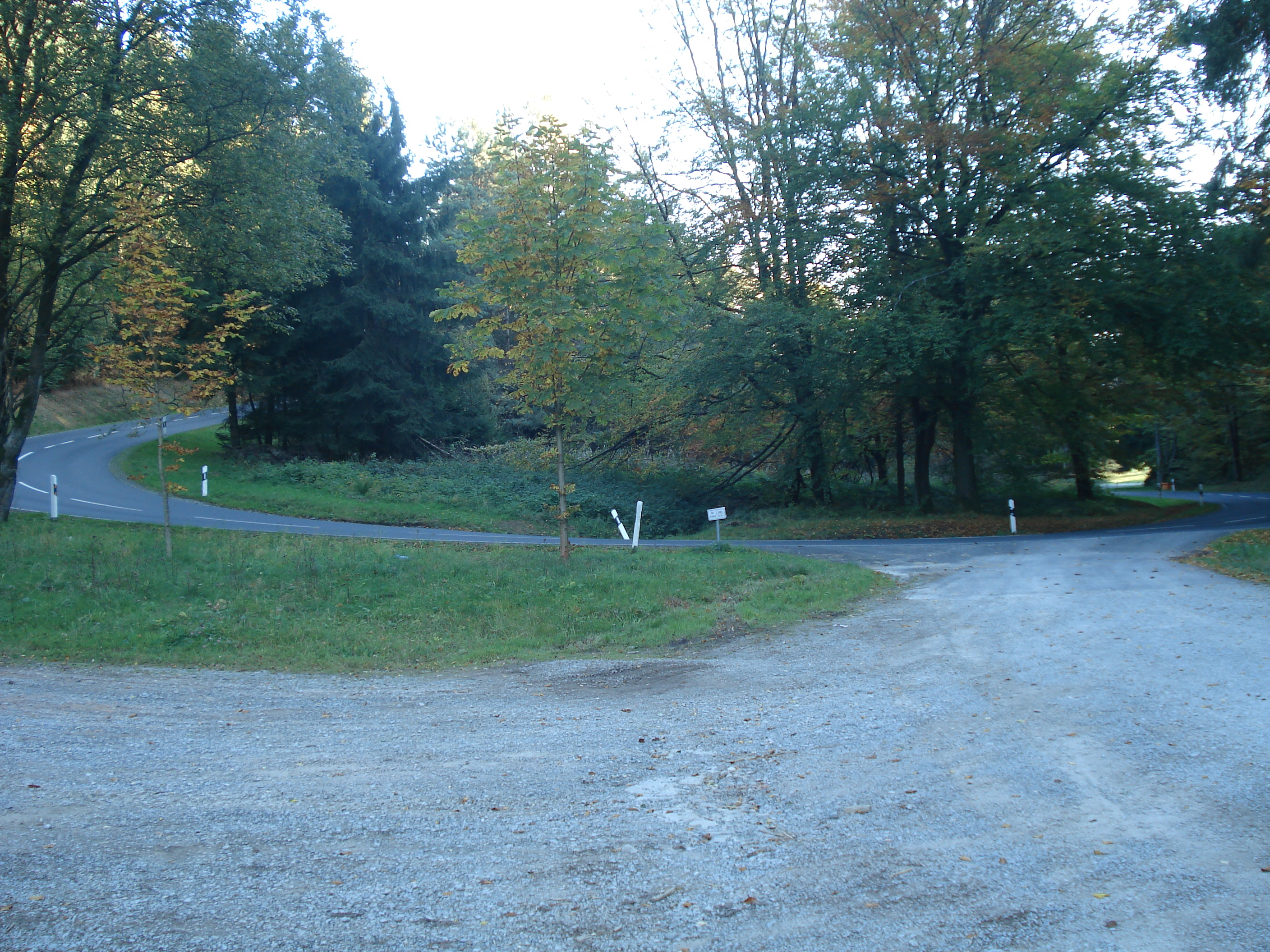
Eine Serpentine der Spessart-Höhenstraße (St2305) bei Wiesen

Die Spessart-Höhenstraße ist eine Ferienstraße in Bayern und Hessen. Sie führt auf einer Strecke von 50,6 km von Steinau an der Straße nach Sailauf bei Aschaffenburg quer durch den Spessart.

## Geographie

### Wegstrecke
Die Spessart-Höhenstraße beginnt ⊙ im Main-Kinzig-Kreis in Hessen in Steinau unmittelbar an der Deutschen Märchenstraße und führt über Seidenroth, Alsberg, vorbei an Mernes nach Kinderdorf Wegscheide. Von dort verläuft die Strecke über ihren höchstgelegenen Punkt (Hoher Berg, 521 m), als L2905 nach Villbach und kreuzt einige Kilometer südlich die Bundesstraße 276. Der Weg führt weiter am Wiesbüttmoor und Wiesbüttsee vorbei, wo die Spessart-Höhenstraße den Landkreis Aschaffenburg und damit den Freistaat Bayern erreicht. Als St2905 verläuft sie nach Wiesen. Hier teilt sie die Strecke für etwa zwei Kilometer mit der St2305, verlässt diese am Gipfelgrat und verläuft über den Nordteil der Eselshöhe, vorbei am Engländer nach Sailauf. Am Ortsteil Weyberhöfe endet ⊙ die Ferienstraße an der Bundesstraße 26.